# 1791年5月3日憲法 (絵画)
1791年5月3日憲法（ポーランド語: Konstytucja 3 Maja 1791 roku）は、ヤン・マテイコによって1891年に制作されたロマン主義の油彩画である。マテイコの代表作の1つに数えられる。ポーランド・リトアニア共和国の画期でありポーランド啓蒙主義の頂点であった1791年に採択された5月3日憲法を題材としている。
他のマテイコの作品と同様に、この巨大な絵画には多数の歴史人物が描き込まれている。例えば最後のポーランド王スタニスワフ・アウグスト・ポニャトフスキ、四年セイムの議長スタニスワフ・マワホフスキ、ザジミェシュ・ネストル・サピェハ、憲法の起草者フゴ・コウォンタイ、イグナツィ・ポトツキ、そして同時代のポーランドの英雄タデウシュ・コシチュシュコなどが確認できる。現代の歴史家たちは絵の中に20人ほどの実在人物を特定しており、それ以外の10人ほどの人物は農民などとされている。
この絵画は1891年の1月から10月にかけて、5月3日憲法100周年を記念して製作された。これはヤン・マテイコの最後の作品のひとつであり、彼は2年後の1893年に死去している。1920年まではルヴフ（現ウクライナ・ルヴィフ）で展示され、その後クラクフに移された。第二次世界大戦中は隠され、後にワルシャワに移され、現在はワルシャワ王宮に展示されている。

## 名称
本作品は、ポーランド語でも明確な正式名称が決まっておらず、5月3日憲法に関連した様々な名称で呼ばれている。英語では、"The Constitution of the 3rd May"（5月3日の憲法）、"The Third of May Constitution"（5月3日憲法）、"Constitution of 3 May 1791"（1791年5月3日の憲法）、その他より複雑な名称で呼ばれることもある。例えばレッダウェイは、本作品を"King Stanislaw Augustus entering Warsaw Cathedral after the passing of the reformed Constitution of 1791"（1791年の改革憲法通過後にワルシャワ大聖堂に入るスタニスワフ・アウグスト王）と呼んでいる。

## 題材の背景

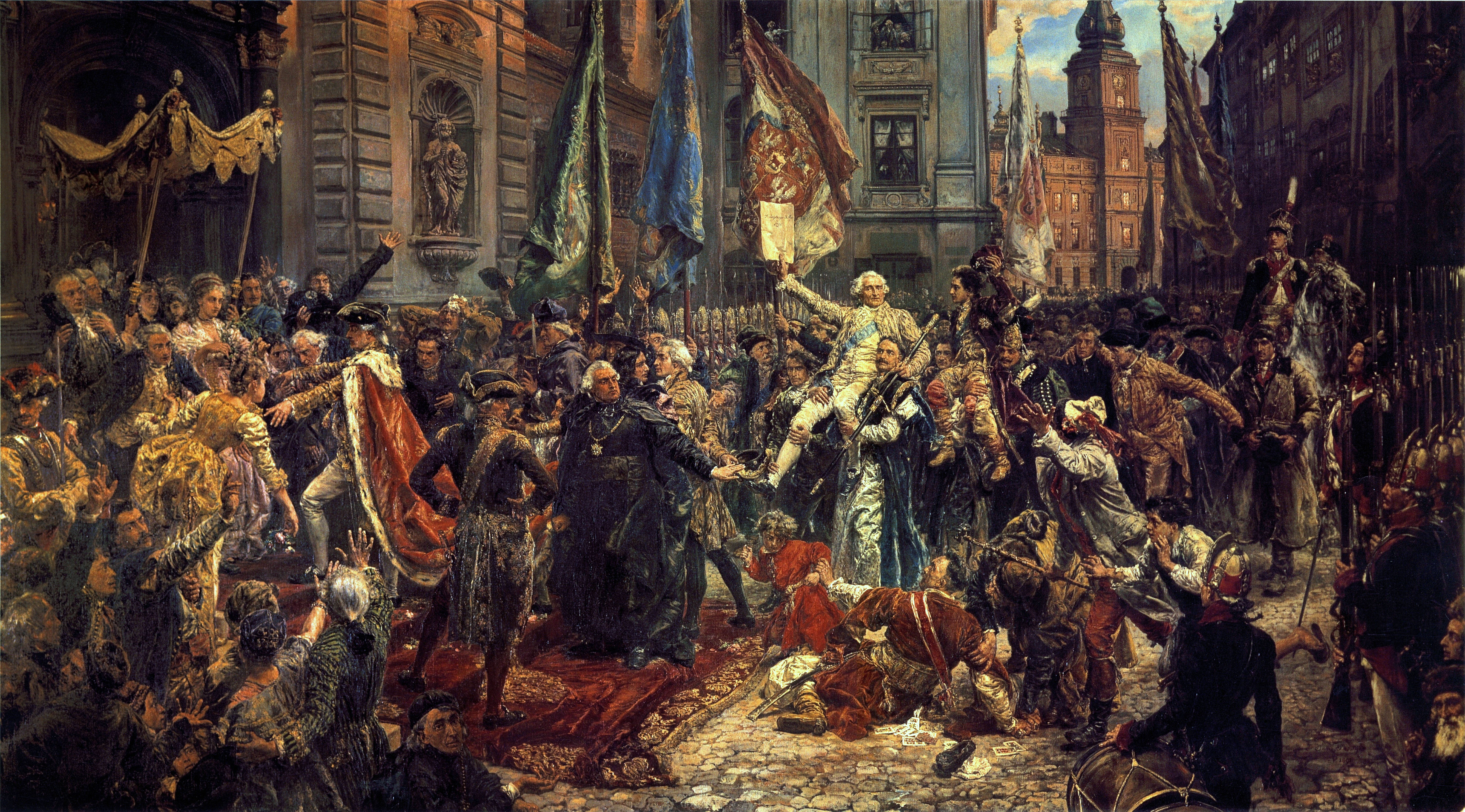
高解像度画像

5月3日憲法は、1791年のこの日にポーランド・リトアニア共和国のセイムで「統治法」（ポーランド語: Ustawa rządowa）の1つとして採択された。この形式の近代的成文憲法としてはヨーロッパ初のもので、世界的に見てもアメリカ合衆国憲法に次ぐ2番目に古い憲法である。
この憲法は、長きにわたって続いてきたポーランド・リトアニア共和国の政治的衰退から脱却することを志したものだった。貴族が広範な特権を有して黄金の自由と呼ばれてきた時代は、同時にポーランド・リトアニア共和国崩壊の時代でもあった。各地のマグナートが半独立して事実上の無政府状態になっていた国家を立て直し、より民主的な立憲君主制を樹立することが憲法の主眼だった。都市民と貴族（シュラフタ）は身分的に平等とされ、農民も政府の保護下に置かれることで農奴制から解放されることになった。またセイム制度の麻痺や議員の腐敗、外国の介入の原因であった自由拒否権などの悪制も一掃された。
しかし5月3日憲法を採択したポーランドに対し、周辺諸国は強い警戒を示した。ついに1792年にはロシア帝国の侵攻を招き、ポーランド・ロシア戦争が勃発した。この戦争は「憲法防衛戦争」と呼ばれることもある。特権剥奪に反発してタルゴヴィツァ連盟を結成したポーランドのマグナートは、ロシア皇帝エカチェリーナ2世のもとに参じてスタニスワフ2世アウグストらと戦った。ポーランドの頼みの綱であったプロイセン王フリードリヒ・ヴィルヘルム2世にも同盟を破棄され、最終的にこの戦争はポーランドの敗北に終わった。結局、5月3日憲法は採択からわずか1年強で廃止された。この後ポーランドは分割され消滅するが、その後の123年間に及ぶポーランド主権復活を目指した闘争のなかで、5月3日憲法は象徴として掲げられ続けた。憲法起草者のイグナツィ・ポトツキとフゴ・コウォンタイは、5月3日憲法は「国の最後の意志であり、遺言であった」と述べている。

## 絵画の歴史
ヤン・マテイコは5月3日憲法採択100周年に合わせるため、1891年1月に本作品を制作し始めた。最終的に彩色が終わったのは10月だったが、5月3日の時点でクラクフ・スキンニツェで開かれた記念展示会に出展できるほどには出来上がっていた。1892年4月7日、マテイコはこの作品をガリツィア王国（オーストリア領ポーランド）議会議長エウスタヒ・スタニスワフ・サングシュコのもとに送り、レンベルク（ポーランド語ではルヴフ、現ウクライナ・リヴィウ）の議場に飾られた。この建物は現在リヴィウ大学となっている。マテイコは1893年11月に死去し、この「1791年5月3日憲法」が最後の作品となった。
ポーランドの再独立の2年後にあたる1920年、本作品はクラクフに移され、1923年からはポーランド共和国下院議場に展示された。第二次世界大戦が勃発してポーランドが占領されると、本作品はレジスタンス活動家たちの手で隠匿された。戦後、本作品はワルシャワ国立美術館に移り、時々ポーランド議会議事堂でも展示された。1984年以降は、マテイコ自身の遺志に従い、ワルシャワ王宮で展示されている。この建物は5月3日憲法が実際に採択された際の議場であり、本作品はその上院の控えの間に展示されている 。

## 特徴
本作品はマテイコの代表作であるとともに、今日ではポーランドにおける自国史教育にもよく用いられている。しかし制作当初の評判は芳しくなく、あまりにも混み入っている、構成が不明瞭であるなどと批判を受けた。それまでのマテイコの作品を支持していた人々も、本作品の評価には慎重だった。
本作品にみられる精巧な作画技術は、他のマテイコの作品と比べ明らかに異なっている。現代の研究者たちはこれをマテイコの新境地探求の結果であるとしているが、制作当初は、死に近づきつつある画家の老いによるものだとみなされ、この変化は良い評価を受けなかった。またそれまでのマテイコは1つの作品の制作に約2年を費やしていたのに対し、本作品は当時マテイコが多数の仕事を掛け持ちしてストレスや鬱に悩まされていたにもかかわらず、わずか1年足らずで仕上げられている。マテイコ自身は、18世紀やその間のポーランド啓蒙時代を好いておらず、「他の世紀の方が描きたい」と述べている。制作を強制されているという感情を持ってはいたものの、一方でマテイコは100周年という節目に5月3日憲法を描く歴史的重要性も認識していた。
普段、マテイコは自身の作品に登場している人物を識別するための説明文を作品に添えていたが、本作品は多数の人物が登場しているにもかかわらずそのような説明がなされていない。そのため、本作品の中にはだれを描いたのかわからない人物が何人か含まれている。マテイコの秘書マリアン・ゴジュコフスキが部分的な説明文を書いているが、それは39人のリストに過ぎず、しかもこの「混沌とした説明」はそれほど人物を特定する助けにならないと言われている。現代では、ポーランドの歴史家ヤロスワフ・クラフチクやエマヌエル・M・ロストヴォロフスキらによって作品内の大部分の人物が特定されている。

## 内容

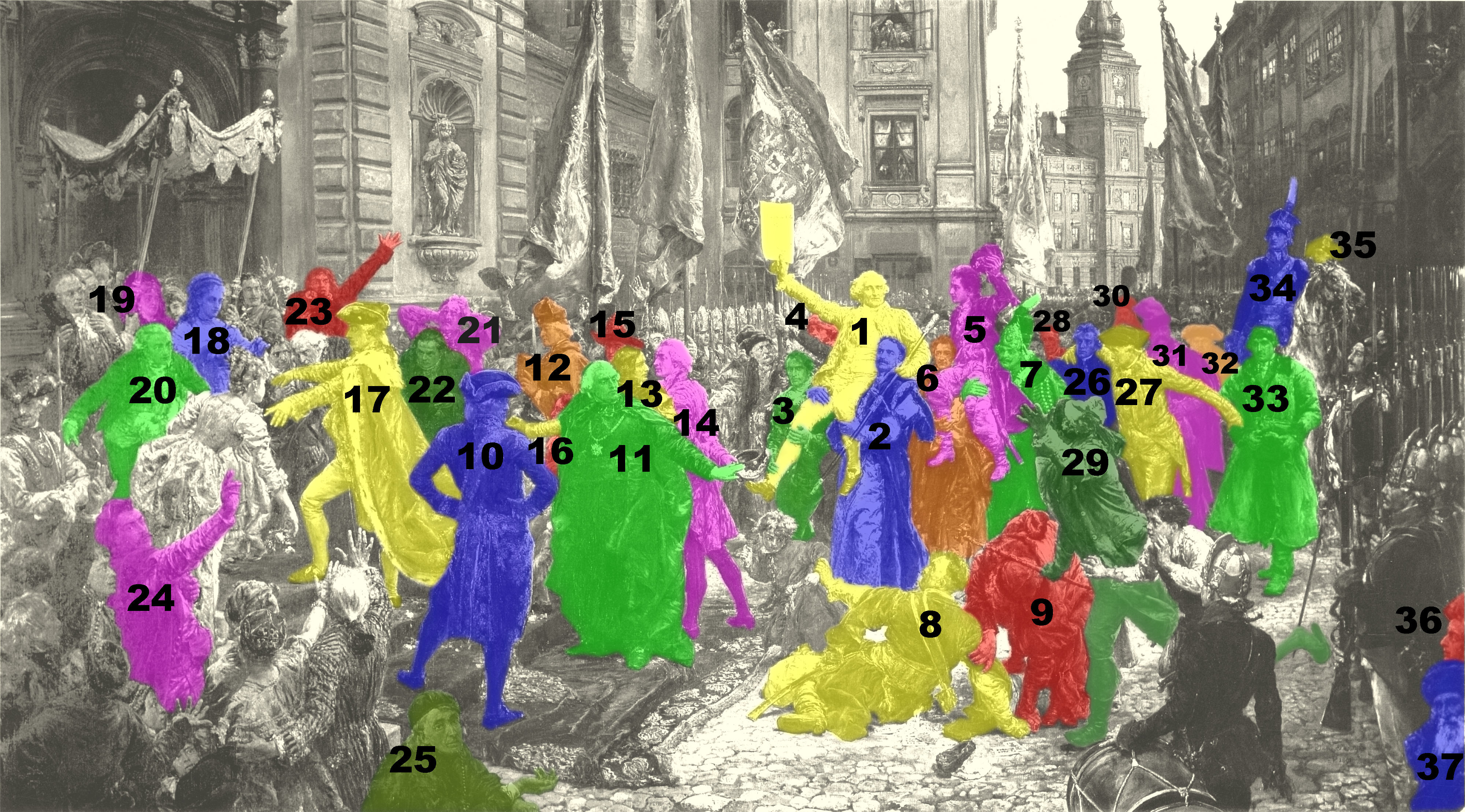
特定されている人物（後述の人物の一覧を参照）

本作品は、1791年5月3日の午後、ワルシャワ王宮（右方背景、四年セイムが開かれ先ごろ憲法が採択された場所）から聖ヨハネ参事会教会（現聖ヨハネ大聖堂、この後テ・デウムが歌われる）へ行進するセイム下院議員たちを描いている。舞台は聖ヨハネ通り（ulica Świętojańska）で、議員たちは熱狂的なワルシャワ市民や来訪者たちに囲まれている。また議員たちを護衛する兵士も描かれている。
この行進自体は史実だが、マテイコはこの時点ですでに死去している人物など、ここにいるはずのない人物も書き込んでいる。これは、マテイコが本作品にポーランド・リトアニア共和国の最後の時代を集約したためである。またマテイコは、憲法の精神を完全にとらえた歴史的瞬間は実際には存在しなかったと考えており、その上でその「瞬間」を画家である自身が作り上げたのである。

### 中央
中央で最も目立っている、白いフランス的な服装をした人物はセイムの議長（将軍）スタニスワフ・マワホフスキ (1)である。彼は左右の議員に担ぎ上げられ、誇らしげに右手の憲法原稿を掲げている。この文書の題は実際にはウスタヴァ・ジョンドヴァ（政府布告）であったが、マテイコはあえて文書の中心にはっきりと本作品の題を書き込んでいる。マワホフスキを担いでいるのはクラクフ選出の議員アレクサンデル・リノフスキ (2) (向かって右側)とポズナン選出の議員イグナツィ・ヴィッソゴタ・ザクジェフスキ (3) (向かって左側)である。これは、クラクフとポズナンがポーランドの二大地域、ヴィエルコポルスカ（大ポーランド）とマウォポルスカ（小ポーランド）の代表的な都市であることを象徴している。マワホフスキの右脇に見える、頭に包帯を巻き旗を掲げている人物はタデウシュ・コシチュシュコ (4)である。この包帯は、この絵の時点から3年後のコシチュシュコの蜂起において、彼が敗れ捕らえられたマチェヨヴィツェの戦いにおける戦傷を象徴している。彼らの左方、黄色い服を着て後ろ手を組んでいる人物 (14)については、アダム・カジミェシュ・チャルトリスキなど諸説がある。
マワホフスキの右方で同様に担ぎ上げられているのは、リトアニア連盟議長でセイム第二議長のカジミェシュ・ネストル・サピェハ (5)である。彼の服装は、マワホフスキとは対照的によりポーランドの伝統的なものに近い。担がれている2人の下には、著名な作家ユリアン・ウルスィン・ニェムツェヴィチ (6)が頭を出して、サピェハを担いでいる。もう1人、右側でサピェハを担いでいるのはミハウ・ザビェウォ (7)である。
マテイコは、ワルシャワ王宮内で繰り広げられたはずの場面を下方に描き込んでいる。カリシュ選出の議員で憲法に反対していたヤン・スホジェフスキ (8)が、地に倒れながら幼い息子の腕を掴んでいる。反対の手ではナイフを握っているが、その腕は彼の右方に描かれたスタニスワフ・クプリツキ (9)に取り押さえられている。クプリツキはインフランティ選出の議員で、都市民や農民、そして憲法の支援者だった。スホジェフスキは憲法採択の直前、ワルシャワ王宮で「憲法の奴隷」となることから救うために自らの息子を殺すと言って、スタニスワフ2世アウグストが憲法に署名するのを阻止しようとしたが失敗した。彼のポケットから流れ落ちたカードは、彼が憲法に反対するロシア使節オットー・マグヌス・フォン・シュタッケルベルクや王冠領大ヘトマンのフランチシェク・クサヴェリ・ブラニツキに買収されていたことを象徴している。彼はギャンブラーとしての才能に乏しかったにもかかわらず、突然多額の金を勝ち取り始めたという比喩である。ブラニツキ (10)はスホジェフスキの左方で、ロシア軍将官の軍服に身を包み後ろ向きに立っている。実際に、この数年後ブラニツキはロシア軍の軍籍を得ている。なお、スホジェフスキは史実では憲法採択の議事への参加を拒否している。
スホジェフスキに左方から軽蔑のまなざしを向けているのは憲法制定の中心人物フゴ・コウォンタイ (11)である。その他にも憲法の支持者たちが何人か描かれているとされているが、それぞれ作品中の誰に該当しているのかはよくわかっていない。コウォンタイの左後方で聖書を持っている聖職者 (12)は、フェリクス・トゥルスキともティモテウシュ・ゴジェンスキとも言われている。コウォンタイの右後方にいるのはイグナツィ・ポトツキ (13)と、おそらくアダム・カジミェシュ・チャルトリスキ (14)であるが、チャルトリスキはコシチュシュコ付近の他の人物に当てはめる説もある。またコウォンタイの後ろにいる人物には、聖職者スキピオネ・ピャットリ (15)やタデウシュ・マトゥシェヴィチ (16)があてはまるようである。

### 左方
作品の左方では、ポーランド王スタニスワフ2世アウグスト (17)が階段を上っている。マテイコは彼を好きでなかったため、顔をより尊大に描き、「色男」という通称の通り女性に囲まれているという描き方がなされている。また、実際にアウグスト2世が教会を訪れたのは憲法審議の前であるため、このシーンはマテイコの創作と言える。王の左方の女性が王に月桂樹を手渡している (18)が、この女性についてはクールラント公女ドロテア・フォン・メデム、もしくは前ワルシャワ市長ヤン・デケルトの妻ルージャ・マルティンコフスキフなどの説がある。その後方、顔だけ見えている2人の女性のうちの左側はスタニスワフ2世アウグストの愛妾エルジュビェタ・グラボフスカである。教会の扉の前で背をかがめているのは前ワルシャワ市長ヤン・デケルト (20)その人である。彼の前で王の左手に接吻している黄色い服を着た女性はデケルトの娘マリアンナ (38)である。なお、デケルトは1790年に死去しているため、彼が登場しているのもマテイコによる創作である。デケルトは憲法の一部となった自由王室都市法を推し進めた重要なブルジョワジーだった。
王の右後方で頭を抱えているのはアントニ・スタニスワフ・チェトヴェルティンスキ＝シュヴィアトペウク (21)である。彼はロシアに操られ、憲法に反対したことで知られている 。王の背後にいるアントニ・ズウォトニツキ (22)も反憲法派として知られている 。王の左後方で左手を挙げているのはフランスの王党派 (23)である。彼は同時進行しているフランス革命を想起させるような光景を前に恐れおののいている。
王より手前に集まっている群衆の中にも重要な人物が混じっている。ヤン・キリンスキ (24)は、後のコシチュシュコの蜂起の指導者の1人となるブルジョワジーである。彼の右側、群衆の端にいるクレメンス・マリア・ホフバウアー (25)は、ワルシャワに孤児院や学校を設立し、カトリック教会によって列聖された聖職者である。

### 右方
サピェハやザビェウォの右方に、改革者の1人のスタニスワフ・スタシツ (26)がおり、そのさらに右からザモイスキ文書の執筆者で早期の改革提唱者だったアンジェイ・ザモイスキ (27)が腕を回している。スタシツの左後方には、スモレンスク司教ティモテウシュ・ゴジェンスキ (28)の顔が見える。スタシツとザモイスキの前には、コウォンタイの秘書でポーランド・ジャコバン派のカジミェシュ・コノプカ (29)がいる。彼は帽子にフランス三色旗のような花を挿し、右手に斧か鎚のような武器を持っている。ザモイスキの後ろにいる正教会の聖職者 (30)は名前が分かっていない。その右にいる人物 (31)は、農業改革の先駆者パヴェウ・クサヴェリ・ブジョストフスキ、もしくは穏健派のユゼフ・ステンプコフスキである。その右側にはリトアニアの政治家・改革者のアントニ・ティゼンハウズ (32)がいる。さらにその右にいるのは名もなき農民 (33)だが、彼の受動的な態度は、憲法に対するポーランドの農民の無関心を表している。
その後ろにいて一際高い帽子をかぶっているのがスタニスワフ2世の甥ユゼフ・ポニャトフスキ (34)である。彼は十数年先に成立するはずのワルシャワ公国の軍服を着て、灰色の馬に乗っている。彼は後にナポレオン・ボナパルトに協力してワルシャワ公国軍を率い、ライプツィヒの戦いで敗死するのである。この憲法採択当時はワルシャワ守備隊の指揮官であり、作品中でも兵士たちとともに通りの脇を固め行進を見守っている。そして右端、ポニャトフスキの馬の上に顔を見せているのがスタニスワフ・モクロノフスキ (35)である。彼は後にコシチュシュコに呼応してリトアニアで蜂起する人物である。
作品の右下端には、2人のポーランド・ユダヤ人がいる。多くの作品の分析者によれば、若い人物 (36)は行進に心を奪われ、希望にあふれているとされている。多くの分析者たちがより関心を寄せているのは下の老人 (37)の方で、彼は手で「これは良い」（Sy,git）という仕草をしている。彼の姿の解釈には様々な説がある。一部の分析者は、彼が新憲法にユダヤ人の置かれた状況の改善を期待している（ただし、実際の憲法条文にはそうした内容は含まれていない）としている一方、彼、もしくはユダヤ人2人ともがむしろ憲法の反対者であるとする分析者もいる。2人のユダヤ人が肯定的な様子をとっているのは、憲法に対してではなく、間近に迫ったポーランド・リトアニア共和国と自由主義改革の終焉に対してのものであるという説である。後者の説は、マテイコが自身の作品の中でしばしばユダヤ人を否定的な役割で登場させる傾向があったという点も根拠とされている。

### 人物の一覧
作品に描かれたほとんどの人物は歴史家たちによって特定された。以下のリストは、上に挙げた解説図と対応している。
1. スタニスワフ・マワホフスキ (1736年–1809年), 四年セイム王冠議長[15]
2. アレクサンデル・リノフスキ, クラクフ選出議員、憲法賛成派[23]
3. イグナツィ・ヴィッソゴタ・ザクジェフスキ (1745年–1802年), ワルシャワ市長[23]
4. タデウシュ・コシチュシュ (1746年–1817年), 王冠領元帥[21]
5. カジミェシュ・ネストル・サピェハ (1754年–1798年), リトアニア砲兵元帥[15]
6. ユリアン・ウルスィン・ニェムツェヴィチ, インフランティ選出議員、憲法賛成派[23]
7. ミハウ・ザビェウォ, インフランティ選出議員、リトアニア軍元帥[23]
8. ヤン・スホジェフスキ (1809年没), フスホヴァのヴォイスキ、憲法反対派[15]
9. スタニスワフ・クプリツキ (もしくはヤン・クプリツキ), インフランティ選出議員、憲法賛成派（文献により名が異なる）[15][23][24]
10. フランチシェク・クサヴェリ・ブラニツキ (1730年ごろ–1819年),王冠領大ヘトマン、憲法反対派[15]
11. フゴ・コウォンタイ (1750年–1812年), 王冠領副宰相、憲法共同起草者[15]
12. フェリクス・トゥルスキ, クラクフ司教[24]
13. イグナツィ・ポトツキ (1750年–1809年), 憲法共同起草者（作品内の位置には異説あり）[24]
14. アダム・カジミェシュ・チャルトリスキ (1734年–1832年), ポジーリャ県知事、憲法賛成派（作品内の位置には異説あり）[23][24]
15. スキピオネ・ピャットリ, 聖職者、スタニスワフ2世アウグストの秘書、憲法賛成派[24]
16. タデウシュ・マトゥジェヴィチ（マトゥシェヴィチ）, 下院議員、憲法賛成派[24]
17. スタニスワフ2世アウグスト・ポニャトフスキ (1732年–1798年), ポーランド王（在位: 1764年-1795年）[15]
18. ドロテア・フォン・メデム (ドロテア・ビロン), クールラント公女（デケルトの妻ルージャ・マルティンコフスキフとする説もあり）[23]
19. エルジュビェタ・グラボフスカ (1748年–1810年), スタニスワフ2世アウグストの愛妾[23]
20. ヤン・デケルト (1738年–1790年), 前ワルシャワ市長[15]
21. アントニ・スタニスワフ・チェトヴェルティンスキ＝シュヴィアトペウク (1748年–1794年), プジェムィシル城主、憲法反対派[24]
22. アントニ・ズウォトニツキ, ポジーリャ県選出議員、憲法反対派[24]
23. フランス王党派（無名）
24. ヤン・キリンスキ (1760年–1819年), 靴屋、ワルシャワ市評議会の一員[23]
25. クレメンス・マリア・ホフバウアー (1751年–1820年), 聖職者、レデンプトール会士[15]
26. スタニスワフ・スタシツ (1755年–1826年), 科学者、政治著述家[15]
27. アンジェイ・ザモイスキ (1716年–1792年), 王冠領大宰相[15]
28. ティモテウシュ・ゴジェンスキ, スモレンスク司教[24]
29. カジミェシュ・コノプカ (1769年–1805年), フゴ・コウォンタイの秘書[25]
30. 正教会の聖職者（無名）
31. パヴェウ・クサヴェリ・ブジョストフスキ, カトリック聖職者、農業改革の先駆者[23]
32. アントニ・ティゼンハウズ, リトアニアの政治家、改革者[23]
33. 農民（無名）
34. ユゼフ・ポニャトフスキ (1763年–1813年), スタニスワフ2世アウグストの甥、少将[15]
35. スタニスワフ・モクロノフスキ, 下院議員、将官、後のコシチュシュコの蜂起時のリトアニアにおける指導者
36. 若いユダヤ人（無名）[15][23][28]
37. 老いたユダヤ人（無名）[15][23][28]

他にも以下の人物が本作品に描かれているとする歴史家がいる。ただし対応する作品内の人物は特定されておらず、またゴジュコフスキの人物リストの中にも見出せない。
1. マリアンナ・デケルト, ヤン・デケルトの娘[23][25]
2. アントニ・ベルナバ・ヤブウォノフスキ, クラクフ城主、憲法賛成派。位置は確定しておらず、マワホフスキ付近にいるとされる[23]。
3. スタニスワフ・バデニ, スタニスワフ2世アウグストの秘書、ヤブウォノフスキと同様に位置は確定しておらず、マワホフスキ付近にいるとされる[23]。
4. ピオウス・キリンスキ, スタニスワフ2世アウグストの秘書。位置は確定しておらず、ゴジェンスキ付近にいるとされる[23]。
5. ヨアヒム・フレプトヴィチ, 外務大臣、リトアニア大宰相[23]
6. アントニ・ユゼフ・ランツコロンスキ, 財務大臣、国家教育委員会の一員[23]